# Chrostosoma guianensis
Chrostosoma guianensis är en fjärilsart som beskrevs av William James Kaye. Chrostosoma guianensis ingår i släktet Chrostosoma och familjen björnspinnare. Inga underarter finns listade i Catalogue of Life.